# Lasse Lundh
Lasse Lundh, folkbokförd Lars Erik Folke Lund, född 8 juli 1934 i Kristinehamns församling i Värmlands län, död 12 maj 1981 Fellingsbro församling i Örebro län, var en svensk målare, tecknare och grafiker.
Lundh var autodidakt som konstnär och har företagit studieresor till Finland, Italien och Frankrike. Han har framträtt i ett 30-tal separatutställningar och i ett flertal jurybedömda samlingsutställningar bland annat i Örebro, Karlstad och i Liljewalchs Vårsalong.
Han tilldelades Örebro kommuns resestipendie 1970, Wadköpingsstipendiet 1971, Statligt arbetsstipendium 1977 och Örebro läns landstings stipendium 1977,
Lundh finns representerad i Örebro kommuns samlingar, Örebro läns landsting, Örebro läns museum samt på Louvren i Paris.
Vid sidan av konstnärskapet var han verksam som bildlärare på Örebro Konstskola.